# Hexatoma (Eriocera) coomani
Hexatoma (Eriocera) coomani is een tweevleugelige uit de familie steltmuggen (Limoniidae). De soort komt voor in het Oriëntaals gebied.